# Bart Gruyters
Bart Gruyters (Hasselt, 25 juli 1961) is een Belgisch advocaat en politicus voor de CD&V.

## Studies
Bart Gruyters doorliep zijn secundair onderwijs aan het Sint-Jozefscollege te Hasselt en studeerde vervolgens rechten, eerst aan de UFSAL (de latere K.U.B.) en vervolgens aan de Katholieke Universiteit Leuven. Tijdens zijn studies baatte hij ook gedurende drie jaar een studentencafé uit in de  Brusselse gemeente Koekelberg. 

## Politieke loopbaan
De politieke loopbaan speelt zich af in Herk-de-Stad.
- Gemeenteraadslid vanaf 1995.
- Schepen van 2003 tot 2007.
- Burgemeester van 2013 tot 2018 Herk-de-Stad.

Hij is een kleinzoon van voormalig provinciaal gedeputeerde Jan Gruyters.

## Publicaties
- "Advokatuur. Evolutie van een beroep tegen de achtergrond van bijvoorbeeld privacy-beschermende wetgeving", Limburgs Rechtsleven, 1995, blz. 1-19
- "Uitgeverij Heideland en Lou Nagels", in Limburgse Bijdragen, 2017, blz. 98-121
- "De familie Vliegen. Over herenboeren, burgemeesters, stokers en notarissen in Limburg", in Limburgse Bijdragen, 2018, blz. 220-289